# 2021年のWシリーズ
2021年のWシリーズは、Wシリーズの第2回大会。新型コロナウイルスの流行により中止された昨シーズンに代わり開催された。

## エントリー
以下のドライバーとチームが今シーズンのWシリーズのグリッドを構成した。全車エンジンがアルファロメオ製の1750cc 直列4気筒シングルターボエンジンを搭載したタトゥース製の「F3 T-318」のシャーシを使う。タイヤはハンコックタイヤを使用する。
| エントラント名                 | No. | ドライバー                   | 出走記録 |
| ------------------------------ | --- | ---------------------------- | -------- |
| プーマ・Wシリーズ・チーム      | 3   | ゴルシア・ルデスト           | 1–2      |
| プーマ・Wシリーズ・チーム      | 49  | アビ・プリング               | 3,6–8    |
| プーマ・Wシリーズ・チーム      | 20  | ケイトリン・ウッド           | 4–5      |
| プーマ・Wシリーズ・チーム      | 19  | マルタ・ガルシア             | 全戦     |
| バンカー・レーシング           | 5   | ファビエン・ウォールウェンド | 全戦     |
| バンカー・レーシング           | 37  | セブレ・クック               | 全戦     |
| エキュリー・W                  | 7   | エマ・キミライネン           | 全戦     |
| エキュリー・W                  | 44  | アビー・イートン             | 全戦     |
| シリン・レーシング             | 11  | ヴィッキー・ピリア           | 全戦     |
| シリン・レーシング             | 54  | 小山美姫                     | 全戦     |
| M.フォーブス・モータースポーツ | 17  | エイラ・アグレン             | 全戦     |
| M.フォーブス・モータースポーツ | 95  | ベイスク・フィッセール       | 全戦     |
| レーシング・X                  | 21  | ジェシカ・ホーキンス         | 全戦     |
| レーシング・X                  | 27  | アリス・パウエル             | 全戦     |
| スクーデリア・W                | 22  | ベレン・ガルシア             | 全戦     |
| スクーデリア・W                | 26  | サラ・ムーア                 | 全戦     |
| Wシリーズ・アカデミー          | 32  | ネレア・マルティ             | 全戦     |
| Wシリーズ・アカデミー          | 51  | イリーナ・シドルコバ         | 1–4,6    |
| Wシリーズ・アカデミー          | 3   | ゴルシア・ルデスト           | 5        |
| Wシリーズ・アカデミー          | 20  | ケイトリン・ウッド           | 7–8      |
| ヴェロース・レーシング         | 55  | ジェイミー・チャドウィック   | 全戦     |
| ヴェロース・レーシング         | 97  | ブルーナ・トマセッリ         | 全戦     |

| No. | ドライバー         |
| --- | ------------------ |
| 3   | ゴルシア・ルデスト |
| 20  | ケイトリン・ウッド |
| 31  | タスミン・ペッパー |
| 49  | アビ・プリング     |
| 99  | ナオミ・シフ       |

### ドライバーの変更
2019年の上位12名のドライバーは全て昨シーズンに資格を得ていた為、あと8名を追加することになった。その8名の枠を目指し、40名が応募したが、2019年9月16日から18日にサーキット・デ・アルメリアで行われた最初のテストに参加したのは、その内の14名のみであった。2020年12月17日に18名が発表されたが、さらに発表される可能性があるとされていた。2021年6月11日に5名のリザーブドライバーが発表され、2019年シーズンはドライバーであったルデスト、シフ、ウッドとイギリスF4の表彰台を獲得していたプリング、新型コロナウイルスの渡航制限のためにシーズンに参加できなかったペッパーが含まれた。

### チャンピオンシップの変更
ハイテック・グランプリは、2020年11月14日に新シリーズに移行する為今シーズンの参加を中止すると発表した。そして、ファイン・モメンツが今シーズンを引き継ぐこととなった。シリーズは、同じタトゥース「F3 T-318」のシャーシとアルファロメオ製エンジンを引き続き使用している。2021年6月24日、Wシリーズは、中央が運営するシリーズ形式から、チームにドライバーを割り当て、車のカラーリングや名前をチーム別にするチーム制に移すと発表した。 2021年シーズンは非公式のチーム選手権とし、全チームは中央で運営されるが、2022年シーズンには完全にチーム構造のグリッドと正規のチーム選手権を作るというビジョンを持って臨むとされた。ドライバーの技量を重視し、技術的な平等性を確保するため、18台のマシンは、様々なカラーリングとチーム名を持つものの、メカニカル的には同一であり、準備とメンテナンスはWシリーズ・エンジニアリングが管理した。当初、ドイツツーリングカー選手権からF1サポート法案に移行したため、ハンコックタイヤが今シーズンのタイヤサプライヤーから外れると報じられたが、2021年5月5日、Wシリーズはハンコックタイヤが2021年シーズンもタイヤを供給し続けると発表した。

## カレンダー
運営者は2020年11月12日に、シーズンがF1のサポートレースとして開催されることを発表した。その後、暫定的なカレンダーが2020年12月8日に公開された。F1がカレンダーに修正を加えた後、Wシリーズは初戦をポール・リカール・サーキットからレッドブル・リンクに変更した。その後、シーズン最終戦はエルマノス・ロドリゲス・サーキットからサーキット・オブ・ジ・アメリカズに変更された。
| ラウンド | サーキット                                     | 開催日   |
| -------- | ---------------------------------------------- | -------- |
| 1        | レッドブル・リンク, シュピールベルク           | 6月26日  |
| 2        | レッドブル・リンク, シュピールベルク           | 7月3日   |
| 3        | シルバーストン・サーキット, シルバーストン     | 7月17日  |
| 4        | ハンガロリンク, モジョロード                   | 7月31日  |
| 5        | スパ・フランコルシャン, スタヴロ               | 8月28日  |
| 6        | ザントフォールト・サーキット, ザントフォールト | 9月4日   |
| 7        | サーキット・オブ・ジ・アメリカズ, オースティン | 10月23日 |
| 8        | サーキット・オブ・ジ・アメリカズ, オースティン | 10月24日 |

| サーキット                                         | 当初のレース開催日 |
| -------------------------------------------------- | ------------------ |
| ポール・リカール・サーキット, ル・カステレ         | 6月26日            |
| エルマノス・ロドリゲス・サーキット, メキシコシティ | 10月30日           |

## 結果

### レース
| ラウンド | サーキット                       | ポールポジション           | ファステストラップ         | 優勝者                     | 優勝エントラント       | 出典 |
| -------- | -------------------------------- | -------------------------- | -------------------------- | -------------------------- | ---------------------- | ---- |
| 1        | レッドブル・リンク               | アリス・パウエル           | アリス・パウエル           | アリス・パウエル           | レーシング・X          |      |
| 2        | レッドブル・リンク               | ジェイミー・チャドウィック | ジェイミー・チャドウィック | ジェイミー・チャドウィック | ヴェロース・レーシング |      |
| 3        | シルバーストン・サーキット       | アリス・パウエル           | アリス・パウエル           | アリス・パウエル           | レーシング・X          |      |
| 4        | ハンガロリンク                   | ジェイミー・チャドウィック | ジェイミー・チャドウィック | ジェイミー・チャドウィック | ヴェロース・レーシング |      |
| 5        | スパ・フランコルシャン           | ジェイミー・チャドウィック | エマ・キミライネン         | エマ・キミライネン         | エキュリー・W          |      |
| 6        | ザントフォールト・サーキット     | エマ・キミライネン         | アリス・パウエル           | アリス・パウエル           | レーシング・X          |      |
| 7        | サーキット・オブ・ジ・アメリカズ | アビ・プリング             | アリス・パウエル           | ジェイミー・チャドウィック | ヴェロース・レーシング |      |
| 8        | サーキット・オブ・ジ・アメリカズ | ジェイミー・チャドウィック | ジェイミー・チャドウィック | ジェイミー・チャドウィック | ヴェロース・レーシング |      |

### ドライバーズチャンピオンシップ
- 上位10台には以下のポイントが与えられる。

| 順位     | 1位 | 2位 | 3位 | 4位 | 5位 | 6位 | 7位 | 8位 | 9位 | 10位 |
| ポイント | 25  | 18  | 15  | 12  | 10  | 8   | 6   | 4   | 2   | 1    |

| 色   | 結果                |
| ---- | ------------------- |
| 金色 | 勝者                |
| 銀色 | 2位                 |
| 銅色 | 3位                 |
| 緑   | ポイント獲得        |
| 青   | 完走                |
| 青   | 規定周回数不足 (NC) |
| 紫   | リタイア (Ret)      |
| 黒   | 失格 (DSQ)          |
| 白   | スタートせず (DNS)  |
| 白   | 欠場 (WD)           |
| 白   | レース中止 (C)      |
| 白   | 除外 (EX)           |

- 太字はポールポジション、斜字はファステストラップ。

| 順位 | ドライバー                   | RBR1 | RBR2 | SIL | HUN | SPA | ZAN | COA1 | COA2 | ポイント |
| ---- | ---------------------------- | ---- | ---- | --- | --- | --- | --- | ---- | ---- | -------- |
| 1    | ジェイミー・チャドウィック   | 6    | 1    | 3   | 1   | 2   | 2   | 1    | 1    | 159      |
| 2    | アリス・パウエル             | 1    | 8    | 1   | 2   | 4   | 1   | 3    | 6    | 132      |
| 3    | エマ・キミライネン           | 13   | 3    | 4   | 6   | 1   | 3   | 2    | 3    | 108      |
| 4    | ネレア・マルティ             | 7    | 7    | 5   | 3   | 8   | 4   | 8    | 8    | 61       |
| 5    | サラ・ムーア                 | 2    | 4    | 7   | 15  | 13  | 9   | 7    | 4    | 56       |
| 6    | ファビエン・ウォールウェンド | 3    | 10   | 2   | Ret | 7   | 16  | 9    | Ret  | 42       |
| 7    | アビ・プリング               |      |      | 8   |     |     | 7   | 4    | 2    | 40       |
| 8    | ベイスク・フィッセール       | 12   | 11   | 6   | 5   | DNS | 12  | 5    | 5    | 38       |
| 9    | イリーナ・シドルコバ         | 8    | 2    | 14  | 4   | WD  | 13  |      |      | 34       |
| 10   | ベレン・ガルシア             | 4    | 9    | 17† | 8   | 14  | 8   | 12   | 7    | 28       |
| 11   | ジェシカ・ホーキンス         | 16   | 16   | 16  | 10  | 6   | 5   | 6    | 15   | 27       |
| 12   | マルタ・ガルシア             | Ret  | 12   | 12  | 7   | 3   | 18  | 15   | DNS  | 21       |
| 13   | アビー・イートン             | 15   | 6    | 9   | 13  | 10  | 6   | Ret  | DNS  | 19       |
| 14   | 小山美姫                     | 5    | 18   | Ret | 12  | 9   | 10  | 10   | 12   | 14       |
| 15   | ブルーナ・トマセッリ         | 11   | 5    | 11  | 9   | 15  | 17  | 17   | 11   | 12       |
| 16   | ケイトリン・ウッド           |      |      |     | 17  | 5   |     | 13   | 10   | 11       |
| 17   | エイラ・アグレン             | 10   | 14   | 15  | 11  | DNS | 15  | 16   | 9    | 3        |
| 18   | ゴルシア・ルデスト           | 9    | 17   |     |     | 16  |     |      |      | 2        |
| 19   | ヴィッキー・ピリア           | 17†  | 15   | 10  | 16  | 12  | 11  | 14   | 14   | 1        |
| 20   | セブレ・クック               | 14   | 13   | 13  | 14  | 11  | 14  | 11   | 13   | 0        |
| 順位 | ドライバー                   | RBR1 | RBR2 | SIL | HUN | SPA | ZAN | COA1 | COA2 | ポイント |

### 注
1. ↑  2019年よりフォーミュラ・ルノー・ユーロカップで使用されるのと同じシャシーである。
2. ↑  ウォールウェンドはリヒテンシュタイン人ドライバーだが、スイスのライセンスで参戦した。
3. ↑  シドルコバは第5戦にエントリーしていたが、新型コロナウイルスの陽性反応が出た為、出場を辞退した。